# 阿瑟·格雷格·蘇茲伯格
阿瑟·格雷格·苏兹伯格（英語：Arthur Gregg Sulzberger，1980年8月5日—）是美国的一名记者，也是《纽约时报》的发行人。作为发行人，监督着作为该公司的报道机关的新闻和事业运营。索尔兹伯格主导该公司向数字化过渡，并主导订户第一主义的政策。继父亲小阿瑟·苏兹伯格之后，预定2018年1月1日接任发行人，2021年1月1日，接任该公司的董事长。为了避免和父亲的名字混淆，将首字母“A・G”作为名称。